# 5924 Teruo
5924 Teruo eller 1994 CH1 är en asteroid i huvudbältet som upptäcktes den 7 februari 1994 av den japanska astronomen Takao Kobayashi vid Ōizumi-observatoriet. Den är uppkallad efter den japanske bergsklättraren Teruo Saegusa.
Asteroiden har en diameter på ungefär 13 kilometer och den tillhör asteroidgruppen Flora.